# Roodschouderpapegaai
De roodschouderpapegaai (Touit huetii) is een vogel uit de familie Psittacidae (papegaaien van Afrika en de Nieuwe Wereld). De wetenschappelijke naam van de soort werd als Psittacus Hueti in 1830 gepubliceerd door Coenraad Jacob Temminck die de vogel vernoemde naar zijn illustrator Nicolas Huet. Het is een door habitatverlies kwetsbaar geworden vogelsoort die voorkomt in het noorden van Zuid-Amerika.

## Kenmerken
De vogel is 15 tot 16 cm lang en overwegend groen gekleurd. Van onder is de vogel lichter groen; de "wangen" en de kruin zijn geelachtig en de veren rond de snavel en onder het oog zijn donkerblauw, met rond het oog een witte ring. De vleugeldekveren zijn ook blauw, met een smalle rode rand. De staart is wigvormig, in het midden groen overgaand in geel, maar de staartpennen zijn rood met een smalle zwarte eindrand.

## Verspreiding en leefgebied
Deze soort komt voor in het Amazonegebied. De leefgebieden van deze vogel liggen in ongerept regenwoud, speciaal die delen die niet door rivieren overstroomd worden en in heuvelland tot 900 meter boven zeeniveau. De vogels leiden een zwervend bestaan en worden nooit langer dan een paar weken op een dezelfde plek aangetroffen.

## Status
De grootte van de populatie werd is door BirdLife International niet vastgesteld maar de soort wordt omschreven als niet algemeen voorkomend met een versnipperde verspreiding. Op de Rode lijst van de IUCN heeft deze soort de status niet bedreigd.
Er gelden beperkingen voor de handel in deze papegaai, want de soort staat in de Bijlage II van het CITES-verdrag.